# Parodius
 (mars 2019).
Si vous disposez d'ouvrages ou d'articles de référence ou si vous connaissez des sites web de qualité traitant du thème abordé ici, merci de compléter l'article en donnant les références utiles à sa vérifiabilité et en les liant à la section « Notes et références ».
Parodius (パロディウス, Parodiusu) est une série de jeux vidéo de type Cute them ups à scrolling horizontal, humoristique et parodique réalisé par Konami. C'est la parodie de Gradius, autre shoot 'em up de Konami.
Les sprites sont souvent très gros et très colorés et représentent des ennemis aussi loufoques que des manchots, des poulpes, des seringues, des femmes géantes ou des moaïs.

## Système de jeu
Le système de jeu est globalement le même sur toute la série (pour les shoot 'em up) ; il est pour la plus grande partie repris de la série Gradius. Il s’agit d’un shoot 'em up à scrolling horizontal où le joueur contrôle un personnage qui se déplace librement à l’écran. Le joueur dispose généralement de 3 vies au départ, nombre qui peut être augmenté s’il atteint un score suffisant. Le personnage n’a qu’un point de vie, ce qui veut dire qu’il est vaincu au premier coup qu’il reçoit. Le jeu possède un système de points de contrôle qui permet de ne pas le reprendre au début à chaque fois que le personnage perd une vie. Chaque niveau se termine généralement par un boss, avec de temps à autre un miniboss quelque part dans le niveau. Les versions console du jeu permettent de régler la difficulté, mais les versions arcade ont une gradation de la difficulté selon le temps que le personnage tient sans perdre de vies.

### Bonus
Certains ennemis, quand ils sont battus, peuvent laisser un bonus qui permet d’améliorer le personnage, ou de l’aider dans sa progression. Quand un type d’ennemi existe en plusieurs couleurs dans le même niveau, ce sont ceux qui tirent sur le rouge (rouge, orange, rose) qui vont laisser des bonus. Certains ennemis, qui demandent plus de coups pour être battus, laissent quatre bonus identiques.

#### Capsules et améliorations
Les capsules sont le premier type de bonus du jeu. Une capsule rouge permet d’utiliser la jauge du bas. Cette jauge, issue de Gradius, se présente sous la forme d’une liste d’items ; il y a 7 cases, que l’on numérotera de 1 à 7. Pour obtenir l’item indiqué sur une case, il faut que celle-ci soit active à ce moment. À mesure que l’on collecte des capsules rouges, les différentes cases s’activent successivement, de 1 à 7, la jauge reprenant à 1 une fois pleine. Activer un item permet d’obtenir l’équipement qui correspond et vide la jauge (zéro item activé). Cas particulier : la roulette. La roulette est déclenchée par certaines capsules, identiques aux autres. Une fois celle-ci déclenchée, la jauge défile en boucle à grande vitesse, un peu à la manière d’un bandit manchot, jusqu’au moment où le joueur valide l’entrée en surbrillance à ce moment, ce qui demande une grande précision.
| 1          | 2      | 3      | 4      | 5      | 6                | 7        |
| ---------- | ------ | ------ | ------ | ------ | ---------------- | -------- |
| Vitesse +1 | Arme 1 | Arme 2 | Arme 3 | Option | Réinitialisation | Bouclier |

Ceci est le modèle le plus typique, encore que des variations peuvent apparaître selon les personnages et les opus.
- Vitesse +1 (Speed up) : le personnage commence avec une vitesse faible. Chaque fois que cette amélioration est obtenue, sa vitesse augmente.
- Armes : chaque personnage a ses armes spécifiques ; en termes standards, cela peut être des missiles, lasers, une manière de tirer, etc. Certaines armes sont exclusives entre elles et ne peuvent être obtenues en même temps : obtenir l’une désactive l’autre.
- Option : un compagnon apparaît et effectue les mêmes actions que le personnage (mouvement, tirs). Les options en principe sont indestructibles et peuvent atteindre le nombre de 4.
- Réinitialisation (Oh!) : c’est tout le contraire d’une amélioration : le personnage retrouve son état initial, à l’exception du bouclier (ou champ de force, etc.). Cette entrée sera le plus souvent activée à la suite d'une erreur de validation de la roulette.
- Bouclier : comme son nom l’indique, un bouclier apparaît devant ou autour du personnage, le protégeant contre certaines attaques. À chaque coup qu’il reçoit, il s’affaiblit pour finalement disparaître.

À côté des capsules rouges existent les capsules bleues. Celles-ci n’apportent pas d’améliorations, mais détruisent tous les ennemis d’un point de vie à l’écran.

#### Cloches
Les cloches sont l’autre type de bonus. Le système des cloches est hérité de la série TwinBee, du même éditeur. Quand un ennemi est battu, il peut laisser derrière lui une (ou quatre) cloche qui va flotter un instant avant de partir vers la gauche et quitter l’écran. Frapper une cloche la fait changer de couleur et reculer, ce qui l’empêche provisoirement de quitter l’écran. La couleur de chaque cloche définit son pouvoir. Les différentes cloches sont incompatibles entre elles, c’est-à-dire qu’une cloche qui détient un pouvoir, quand elle est obtenue, annule le pouvoir (le cas échéant) de la cloche précédemment obtenue.
- Cloche rouge : donne droit à trois barrières de protection. Une barrière de protection est une barre verticale qui est projetée en avant par le personnage et qui se fixe sur le décor. Cette barre arrête la plupart des attaques ennemies et cause des dommages à ceux-ci s’ils la touchent. Le joueur peut les déclencher à tout moment.
- Cloche bleue : donne droit à une bombe. L’explosion inflige des dommages importants à tout ce qui est à l’écran et rend le personnage invincible pendant tout ce temps. Le personnage peut cumuler trois bombes.
- Cloche verte : le personnage grandit démesurément et devient provisoirement invincible. De plus, il cause des dommages à tout ce qu’il touche.
- Cloche blanche : le personnage se voit provisoirement affublé d’un mégaphone et le son qui en sort (sous forme de phrases loufoques en gros lettrage blanc) endommage tout ce qu’il touche.
- Cloche violette : tous les ennemis d’un point de vie sont changés en bonus (capsules ou cloches).
- Cloche jaune : donne des points. Chaque nouvelle cloche jaune obtenue tant qu’aucune cloche n’a quitté l’écran augmente le nombre de points obtenus selon cette croissance : 500, 1000, 2500, 5000, puis un plafond à 10000.

## Niveaux
Le jeu est divisé en niveaux, chacun commençant généralement par une phase où le décor du niveau n’a pas encore commencé et souvent avec des ennemis génériques, à la manière d’une avant-garde. Les niveaux sont souvent des parodies d’autres jeux de Konami (Gradius, mais pas seulement), ou d’autres éditeurs. Ils peuvent également être un calque de niveaux de la série Gradius, tant dans la disposition des lieux que le comportement des ennemis. Les musiques sont des arrangements, dans l’esprit parodique, de musiques très connues, en particulier la musique classique ou le folklore.

## Les personnages
Les personnages peuvent varier d’un opus à l’autre avec une diversification à mesure que les épisodes se succèdent, mais nous pouvons surtout remarquer des personnages de type (sauf indication contraire, ce sont des personnages originaux) :
- Vaisseau de Gradius : tiré de la série de ce nom (notamment Vic Viper).
- Vaisseau de TwinBee : tiré de la série de ce nom ; vaisseau qui lance des gants de boxe.
- Poulpe : il porte un couvre-chef ; le plus important est Takosuke.
- Manchot : tiré d’Antarctic Adventure; le plus important est Pentarō.
- Bunny girl : chevauche une fusée.
- Bébé : lance des biberons ; tiré de Bio Miracle Bokutte Upa
- Bonhomme bâton sur un avion en papier.
- Chat : lance des grelots.
- Poisson : lance des bulles.
- Cochon ange : porte un pansement cache-sexe.
- Option : l’option de Gradius (série) acquiert ici une existence propre.
- Shooting star : tiré de TwinBee Yahho! (en).

Cas particulier :
- Sue : une fée de 12 ans, cliente du marchand de takoyaki de Vic Viper. Héroïne et mascotte de Jikkyō Oshaberi Parodius, elle n’est pas un personnage jouable.

## La série
La série comprend six épisodes principaux :
- 1988 - Parodius ～ Tako wa Chikyū o Sukū ～[1] (MSX, Jeu Mobile, Wii, Wii U, PC)
- 1990 - Parodius ou Parodius Da!, aussi appelé Parodius Non-sense Fantasy (Arcade, PC Engine, Super Nintendo, Game Boy, Famicom/NES, Jeu Mobile)
- 1994 - Fantastic Journey ou Gokujō Parodius! ～ Kako no Eikō o Motomete ～ (Arcade, Super Famicom, Playstation, Jeu Mobile)
- 1995 - Jikkyō Oshaberi Parodius (Super Famicom, PlayStation, Saturn[2])
- 1996 - Sexy Parodius (Arcade, PlayStation[3], Saturn)

Deux compilations :
- 1994 - Parodius sortie sur Sega Saturn et PlayStation, comprenant les titre From Myth to Laughter de 1990 et Fantastic Journey de 1994.
- 2007 - Parodius Portable sortie sur PlayStation Portable. Elle regroupe les cinq épisodes de la série. La version originale, Parodius sur MSX, ayant été arrangée.

Et un jeu de stratégie :
- 1997 - Paro Wars (PlayStation), un jeu de stratégie au tour par tour

La série a aussi été le thème de plusieurs Pachinko (machines de divertissement pour adulte, croisement entre un flipper et une machine à sous, très populaire au Japon) :
- 1998 - Little Pirates (1998)
- 2000 - CR Parodius Da! EX
- 2000 - CR Parodius Da! ZE
- 2000 - CR Parodius Da! 2
- 2004 - CR Saikoro Chindōchū
- 2006 - CR Gokujō Parodius!
- 2010 - Gokuraku Parodius
- 2010 - Gokuraku Parodius A

La série apparaît en caméo dans les jeux : 
- 1996 - Snatcher
- 1996 - Speed King NEO KOBE 2045 (en)
- 1997 - Daisu-Kiss
- 1998 - TwinBee PARADISE in Donburi Shima
- 2018 - Pixel Puzzle Collection

La série de jeux vidéo apparait sur d'autres médium type Manga, Drama CD, ...
- 1991 - Rock'n Game Boy, Volume 4, il est possible d’apercevoir le jeu Parodius Da!
- 1992 - Snatcher Da!, une parodie comique de Snatcher.
- 1995 - Gokujo Parodius (manga), un manga créé par Namie Iwao et publié par Gamest Comics.
- 1997 - Kyuukyoku Parodius, un drama CD.

Lors du concours Konami Action & Shooting organisé par le Shueisha Game Creator's Camp et le Tokyo Game Show 2022, Ooeshin Nichiro a remporté les droits de Konami pour développer le jeu grâce à la compétition, un jeu intitulé Parodius Reiwa Edition est en développement.